# Electric Guest
Electric Guest — рок гурт з Лос-Анжелес, США. Музиканти гурту у своїй творчості поєднують різні стилі і напрямки музики, серед яких основними є Інді-поп, Електро-рок.

## Склад
- Ейза Такконе — головний вокал, електрична гітара
- Меттью Комптон — ударні
- Люк Топ — бас-гітара
- Різ Річардсон — гітара, синтезатор

## Історія
Ейза Такконе та Меттью Комптон створили гурт 2005 року. Пізніше до них приєднались, як концертні музиканти, брати Тодд та Торі Далхофф. 24 квітня 2012 року гурт випустив дебютний альбом Mondo.
Гурт привернув до себе увагу в період кінця 2011 - початку 2012 років, зігравши свій перший синґл "This Head I Hold" на Вечірньому шоу Девіда Леттермана та взявши участь у великій кількості фестивалів.
Відповідаючи на питання про вплив інших виконавців на їх особистий стиль, Ейза Такконе та Меттью Комптон відмітили таких виконавців як : Серж Генсбур, Blonde Redhead, Souls of Mischief, E-40 та інші.

## Дискографія

### Студійні альбоми
- 2012 — Mondo
- 2017 — Plural

### Міні-альбоми
- 2012 — Holiday EP